# Монастырь Вёрисхофен
Монастырь Вёрисхофен (нем. Kloster Wörishofen) — женский доминиканский монастырь, располагающийся на территории баварского города Бад-Вёрисхофен и относившийся к епархии Аугсбурга; в восточном крыле его главного корпуса находится музей, посвященный священнику Себастьяну Кнайпу. Обитель в Вёрисхофене была основана в 1243 году, хотя первые монахини прибыли сюда только 24 июля 1718 года.